# Tulipa altaica
Tulipa altaica är en liljeväxtart som beskrevs av Pall. och Spreng.. Tulipa altaica ingår i släktet tulpaner, och familjen liljeväxter. Inga underarter finns listade.

## Bildgalleri

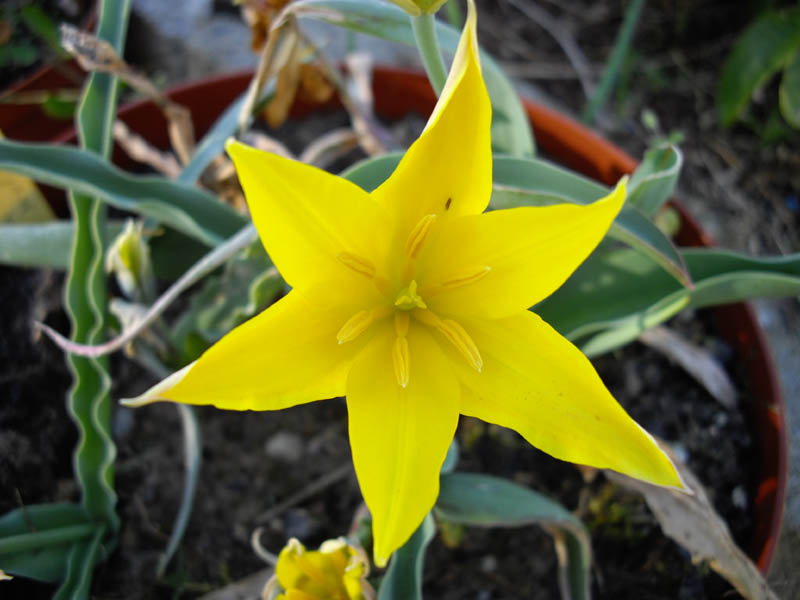